# Hüttenbach (Grafengehaig)
Hüttenbach ist ein Gemeindeteil des Marktes Grafengehaig im oberfränkischen Landkreis Kulmbach. Hüttenbach liegt in der Gemarkung Walberngrün.

## Geografie
Der Weiler besteht aus zwei Siedlungen mit je zwei Wohngebäuden. Die eine liegt am Walberngrüner Bächlein an einem Anliegerweg, der zum Hetzenhof (0,1 km westlich) bzw. zu einer Gemeindeverbindungsstraße verläuft (0,2 km östlich). Die andere liegt an dieser Gemeindeverbindungsstraße, die nach Walberngrün (0,9 km nördlich) bzw. nach Weißenstein führt (1,2 km südwestlich).

## Geschichte
Gegen Ende des 18. Jahrhunderts bestand Hüttenbach aus zwei Anwesen. Das Hochgericht übte das Burggericht Guttenberg aus. Es hatte ggf. an das bambergische Centamt Marktschorgast auszuliefern. Das Burggericht Guttenberg war Grundherr des beiden Tropfhäuser.
Mit dem Gemeindeedikt wurde Hüttenbach dem 1812 gebildeten Steuerdistrikt Eppenreuth und der im selben Jahr gebildeten Gemeinde Walberngrün zugewiesen. Im Zuge der Gebietsreform in Bayern wurde Hüttenbach am 1. Januar 1972 nach Grafengehaig eingegliedert.

### Einwohnerentwicklung
| Jahr      | 001818 | 001819 | 001861 | 001871 | 001885 | 001900 | 001925 | 001950 | 001961 | 001970 | 001987 |
| Einwohner |        | *      | 27     | 26     | 30     | 17     | 17     | 13     | 14     | 14     | 10     |
| Häuser    | 3      |        |        |        | 3      | 3      | 3      | 3      | 3      |        | 3      |
| Quelle    | [ 6 ]  | [ 9 ]  | [ 10 ] | [ 11 ] | [ 12 ] | [ 13 ] | [ 14 ] | [ 15 ] | [ 16 ] | [ 17 ] | [ 1 ]  |

## Religion
Hüttenbach ist evangelisch-lutherisch geprägt und gehört bis heute zur Pfarrei Zum Heiligen Geist (Grafengehaig).